# Gaucelmus cavernicola
Espèce
Synonymes
- Theridionexus cavernicolus Petrunkevitch, 1910

Gaucelmus cavernicola est une espèce d'araignées aranéomorphes de la famille des Synotaxidae.

## Distribution
Cette espèce est endémique de Jamaïque.

## Habitat
Cette araignée est troglophile.

## Description
Le mâle décrit par Gertsch en 1984 mesure 4,20 mm et la femelle 5,80 mm, les femelles mesurent de 4 à 6,5 mm.

## Systématique et taxinomie
Cette espèce a été décrite sous le protonyme Theridionexus cavernicolus par Petrunkevitch en 1910. Elle est placée dans le genre Gaucelmus par Lehtinen et Saaristo en 1980.

## Publication originale
- Petrunkevitch, 1910 : « Some new or little known American Spiders. » Annals of the New York Academy of Sciences, vol. 19, p. 205-224.